# 碾子山区
碾子山区（てんしざん-く）は、中華人民共和国黒竜江省チチハル市に位置する市轄区。

## 地理
北西部から南西部にかけて、アムール川(黒竜江)水系の嫩江右岸の支流の一つとして雅魯河が流れている。竜江県との行政区境ともなっている。

## 歴史
清末に集落形成が始まり。中華民国が成立すると1914年に碾子山駅が設置され都市を形成、竜江県第二区の管轄とされた。
1945年、初めて碾子山区が設置されたが、間もなく第四区に改称、1952年10月には碾子山鎮と改編された。1958年9月、人民公社化が実施されると、碾子山鎮は超美人民公社に改称、同年12月には華安機械廠を主体とする廠社合併に伴い華安人民公社が成立した。
1960年5月よりチチハル市の管轄に移管し、同年12月に華安区とされ、1983年12月に碾子山区に改称され現在に至る。

## 行政区画
下部に4街道を管轄：
- 街道弁事処：東安街道、富強街道、躍進街道、繁栄街道

## 交通

### 鉄道
- 中国国家鉄路集団
  - 中国鉄路ハルビン局集団公司
    - 浜洲線（ハルビン方面）- 碾子山駅 - 吉新河駅（中国語版） -（満洲里方面）

### 道路
- 省道
  -  302省道

- 県道
  -  048県道

## 健康・医療・衛生
- チチハル市碾子山区人民医院
- チチハル市一重医院